# Puya prosanae
Puya prosanae là một loài thực vật có hoa trong họ Bromeliaceae. Loài này được Ibisch & E.Gross miêu tả khoa học đầu tiên năm 1993. Chúng là loài đặc hữu của Bolivia.

## Hình ảnh

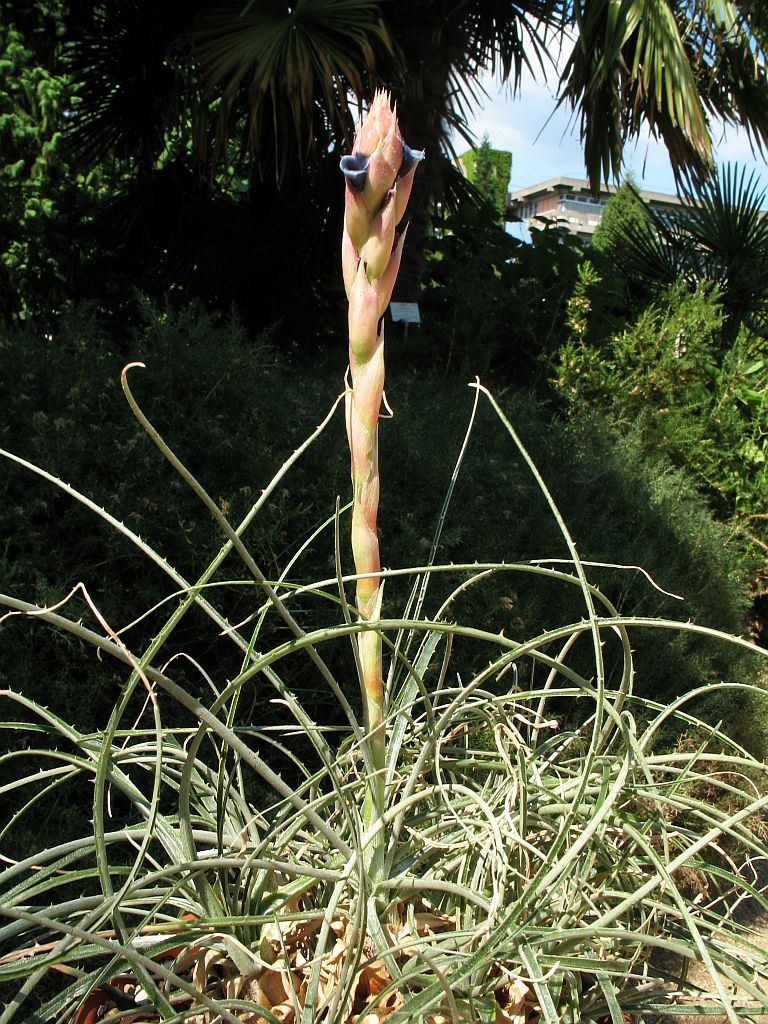
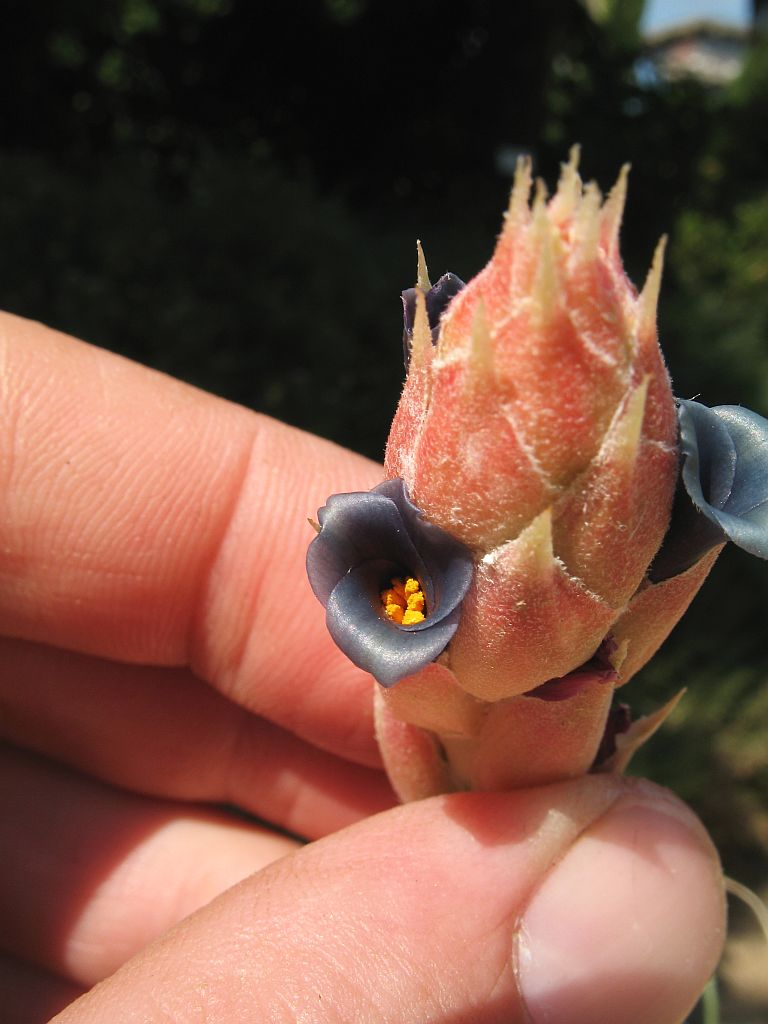